# Sóviet Supremo de la República Socialista Soviética de Letonia
El Sóviet Supremo de la República Socialista Soviética de Letonia (en letón: Latvijas PSR Augstākā Padome, en ruso: Верховный Совет Латвийской ССР, romanizado: Verkhovnyy Sovet Latvyyskoy SSR) era el sóviet supremo (mayor órgano legislativo) de la RSS de Letonia, una de las repúblicas constituyentes de la Unión Soviética. El Sóviet Supremo de la República Socialista Soviética de Letonia se estableció en 1940 y finalmente se disolvió en 1990 y fue sucedido brevemente por el Consejo Supremo de la República de Letonia. De acuerdo con la Constitución de 1978 de la República Socialista Soviética de Letonia, los diputados podían reelegirse para una cantidad ilimitada de convocatorias, las cuales duraban 5 años. El Sóviet Supremo estaba formado por 325 diputados antes de su disolución.

## Estructura

### Presídium
El presídium era el órgano con funciones legislativas encargado de dirigir al Sóviet Supremo durante los periodos entre sesiones de este. Los miembros de este eran elegidos por los diputados al inicio de cada convocatoria. Sus funciones eran convocar las sesiones del Sóviet Supremo, interpretar las leyes, otorgar títulos honoríficos y condecoraciones, relevar y designar a ministros locales a propuesta del Presidente del Consejo de Ministros, entre otras. Estaba formado por un presidente, dos vicepresidentes, un secretario y 9 miembros ordinarios. 

### Diputados
Los diputados del Sóviet Supremo de la RSS de Letonia eran electos sobre la base de sufragio universal, igual y directo en votación secreta por ciudadanos mayores de 18 años, en proporción de un diputado por cada 10,000 habitantes.

## Facultades
El Sóviet Supremo de la República Socialista Soviética de Letonia elegía un Presídium responsable ante él, y también formaba al Gobierno; elegía al Consejo de Ministros de la República Socialista Soviética de Letonia, y a la Corte Suprema de la República Socialista Soviética de Letonia. También los diputados eligieron a los jefes de los comités ejecutivos locales y parcialmente a sus diputados, el estado mayor de mando de los distritos militares ubicados en el territorio de la RSS de Letonia.
Los deberes del Sóviet Supremo también consistían en:
- Modificar la Constitución de la República Socialista Soviética de Letonia y adoptar nuevas versiones;
- Publicar y aprobar los planes económicos nacionales y el presupuesto estatal de la república;
- Supervisar el estado y la gestión de las empresas subordinadas a la Unión y supervisarlas.

La forma principal de la actividad del Sóviet Supremo eran las sesiones, que el Presídium convocaba dos veces al año. Asimismo, ante solicitud del Presídium o a solicitud de un tercio de los diputados, se podían convocar sesiones extraordinarias y solemnes (dedicadas a fechas destacadas). El Sóviet Supremo formaba comisiones permanentes y temporales. Las leyes fueron aprobadas por mayoría de votos de los diputados que participaron en la reunión del Sóviet Supremo.

## Convocatorias
| Convocatoria      | Periodo   |
| ----------------- | --------- |
| I Convocatoria    | 1940-1947 |
| II Convocatoria   | 1947-1951 |
| III Convocatoria  | 1951-1955 |
| IV Convocatoria   | 1955-1959 |
| V Convocatoria    | 1959-1963 |
| VI Convocatoria   | 1963-1967 |
| VII Convocatoria  | 1967-1971 |
| VIII Convocatoria | 1971-1975 |
| IX Convocatoria   | 1975-1980 |
| X Convocatoria    | 1980-1985 |
| XI Convocatoria   | 1985-1990 |
| XII Convocatoria  | 1990-1991 |

## Presidentes delPresídiumdel Sóviet Supremo de la RSS de Letonia
| Imagen | Imagen | Nombre                               | Inicio                  | Fin                     | Partido político  |
| ------ | ------ | ------------------------------------ | ----------------------- | ----------------------- | ----------------- |
|        |        | Augusts Kirhenšteins (1872-1963)     | 25 de agosto de 1940    | 10 de marzo de 1952     | Partido Comunista |
|        |        | Karlis Ozolins (1905-1987)           | 10 de marzo de 1952     | 27 de noviembre de 1959 | Partido Comunista |
|        |        | Jānis Kalnbērziņš (1893-1986)        | 27 de noviembre de 1959 | 5 de mayo de 1970       | Partido Comunista |
|        |        | Vitālijs Rubenis (1914-1994)         | 5 de mayo de 1970       | 20 de agosto de 1974    | Partido Comunista |
|        |        | Peteris Strautmanis (1919-2007)      | 20 de agosto de 1974    | 22 de julio de 1985     | Partido Comunista |
|        |        | Jānis Vagris (1930-2023)             | 22 de julio de 1985     | 6 de octubre de 1988    | Partido Comunista |
|        |        | Anatolijs Gorbunovs (Nacido en 1942) | 6 de octubre de 1988    | 4 de mayo de 1990       | Partido Comunista |

## Presidentes del Sóviet Supremo de la RSS de Letonia
| Imagen | Imagen | Nombre                               | Inicio                | Fin                   | Partido político  |
| ------ | ------ | ------------------------------------ | --------------------- | --------------------- | ----------------- |
|        |        | Aleksandrs Mazjēcis (1912-1972)      | 25 de agosto de 1940  | 14 de octubre de 1948 | Partido Comunista |
|        |        | Peteris Zvaigzne (1897-1963)         | 14 de octubre de 1948 | 1953                  | Partido Comunista |
|        |        | Edgar Apinis (1902-1957)             | 1956                  | 1957                  | Partido Comunista |
|        |        | Janis Vanags (1907-1986)             | 5 de junio de 1957    | 20 de marzo de 1963   | Partido Comunista |
|        |        | Peteris Valeskalns (1899-1987)       | 20 de marzo de 1963   | 7 de julio de 1971    | Partido Comunista |
|        |        | Aleksandrs Malmeisters (1911-1996)   | 7 de julio de 1971    | 3 de julio de 1975    | Partido Comunista |
|        |        | Valentina Klibik (Nacida en 1930)    | 3 de julio de 1975    | 29 de marzo de 1985   | Partido Comunista |
|        |        | Alexander Drizul (1920-2006)         | 29 de marzo de 1985   | 27 de julio de 1989   | Partido Comunista |
|        |        | Anatolijs Gorbunovs (Nacido en 1942) | 27 de julio de 1989   | 4 de mayo de 1990     | Partido Comunista |